# Erik Meijer (Politiker)

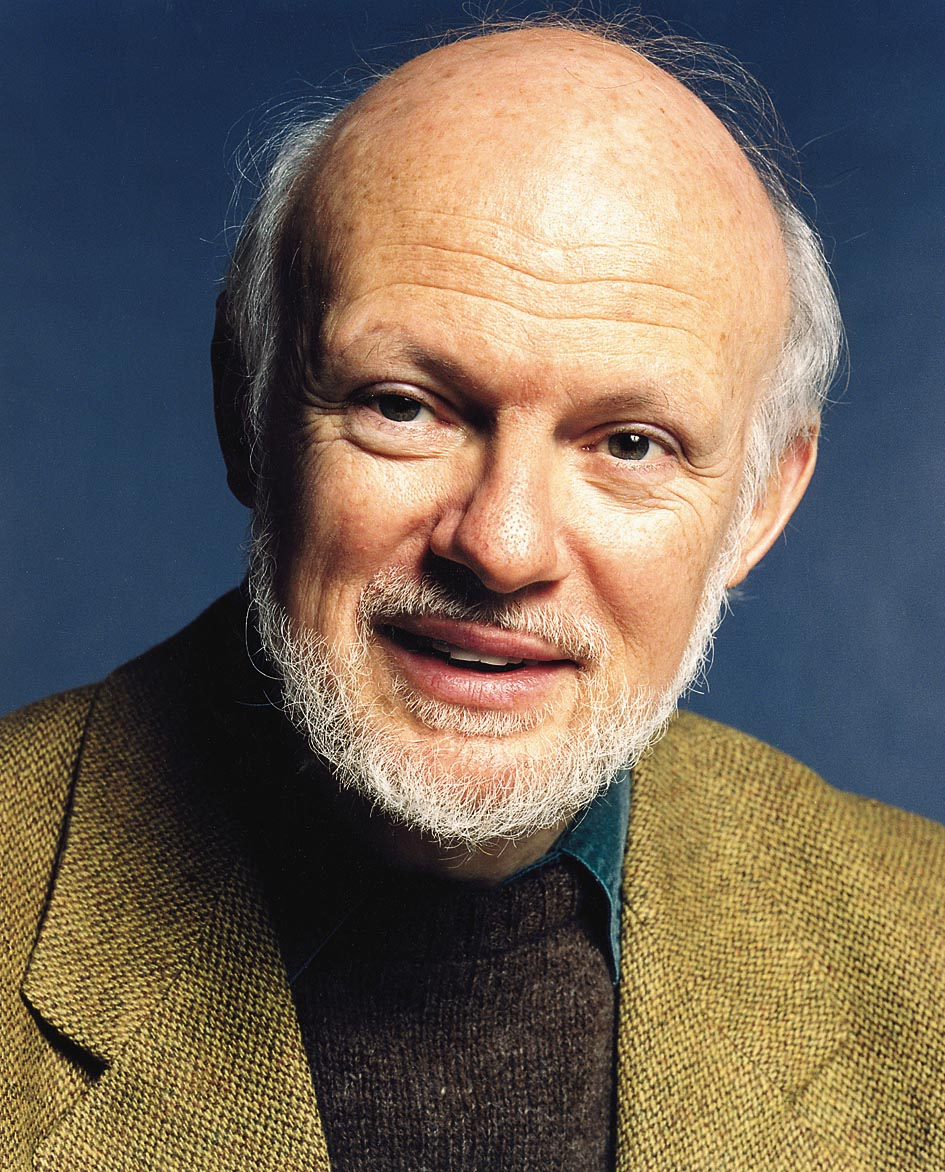
Erik Meijer (2003)

 Erik Meijer  (* 5. Dezember 1944 in Amsterdam) ist ein niederländischer Politiker (Socialistische Partij).

## Leben
Erik Meijer schloss sein Hochschulstudium in Sozialgeographie 1972 ab und arbeitete danach von 1971 bis 1975 als Erdkundelehrer. Von 1980 bis 1992 war er als Verwaltungsbeamter der Stadt Rotterdam beschäftigt. 
Neben seiner beruflichen und parteipolitischen Arbeit war er von 1990 bis 1993 als Vorstandsmitglied der Stiftung Staatsbürgerkunde, von 1995 bis 1998 als Vorsitzender der Einwohnervereinigung Spangen (Rotterdam) sowie von 1995 bis 1999 als Vorsitzender der Stiftung „Ontwikkelbank Centrum“ (Rotterdam) aktiv.

## Politik
Erik Meijer begann seine politische Karriere von 1961 bis 1969 als Mitglied des Hauptvorstands der sozialistischen Jugend- und Studentenvereinigungen. Er trat 1968 in die Pazifistisch-Sozialistische Partei ein und übte dort bis 1991 unter anderem den stellvertretenden Vorsitz und den Vorsitz der Sektion Volksvertreter aus. Zudem war er als Redakteur der Parteizeitung aktiv. Von 1975 bis 1978 war er für seine Partei Mitglied des Stadtrats Amsterdam. Weitere Mandate hatte er als Mitglied des Stadtteilrats Delfshaven von 1998 bis 2002 und als Mitglied der Provinzialstaaten Südholland von 1982 bis 1995 inne.
Am Beginn der 1990er Jahre wechselte er zur Partei GroenLinks. Dort war er von 1992 bis 1995 Mitglied des Parteivorstands und stellvertretender Vorsitzender der Partei. Seit 1999 ist er Vorstandsmitglied der Sozialistischen Partei der Niederlande.
Er gehört seit 1999 dem Europäischen Parlament an und ist einer von zwei niederländischen Politikern in der Konföderalen Fraktion der Vereinigten Europäischen Linken. Im Parlament sitzt er im Ausschuss für auswärtige Angelegenheiten, im Unterausschuss Menschenrechte und ist Mitglied der Delegation für die Beziehungen zu den Ländern Südosteuropas.